# معاهدة هاي - هيران

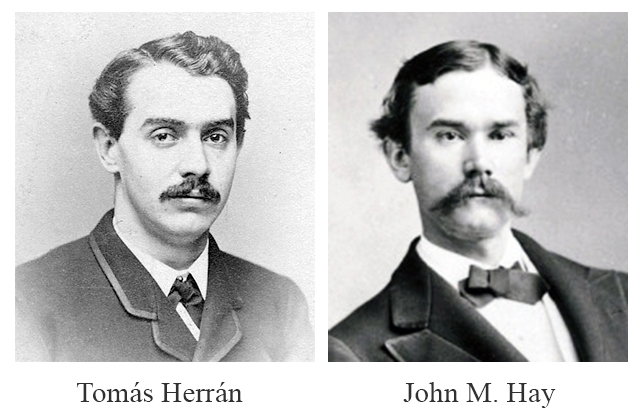

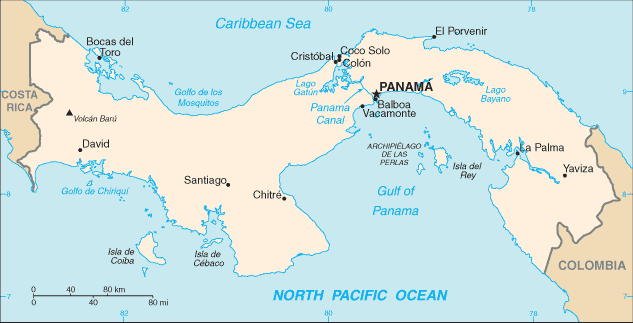
خريطة بنما مع قناة بنما

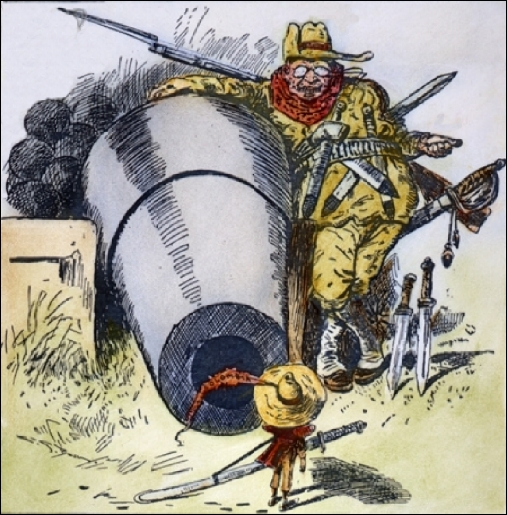
رسم كاريكاتوري عام 1903: "ابتعد أيها الرجل الصغير ولا تزعجني"

معاهدة هاي هيران كانت معاهدة موقعة في 22 يناير 1903 بين وزير خارجية الولايات المتحدة جون هاي وتوماس هيران من كولومبيا. لو تم التصديق عليها، لكانت سمحت للولايات المتحدة بعقد إيجار قابل للتجديد لمدة 100 عام على قطاع يبلغ عرضه ستة أميال عبر برزخ بنما (ثم جزء من كولومبيا) مقابل 10 ملايين دولار ودفع سنوي قدره 250 ألف دولار، وكلا الدفعتين من العملة الذهبية. صدق عليها مجلس الشيوخ الأمريكي في 14 مارس، لكن لم يصادق عليها مجلس الشيوخ الكولومبي، لذلك لم يكن لها أي تأثير.
وقد اعتبر المراقبون لاحقًا أن هذا حدث أساسًا لأن هيران تفاوض على المعاهدة مع إشراف ضئيل من الحكومة أو المجلس التشريعي. كما أشير إلى أن العديد من السياسيين وأعضاء الكونجرس وجدوا المبلغ المعروض أقل من اللازم، معتبرين أن الولايات المتحدة مستعدة لدفع 40 مليون دولار لشركة قناة بنما الجديدة ومعدات البناء والحفر.
لم تكن حكومة الولايات المتحدة على استعداد لإعادة التفاوض بشأن المعاهدة مع كولومبيا أو تغيير المبالغ المعنية وسرعان ما قدمت دعمها، السياسي والعسكري، لانتفاضة مخططة في بنما، مما أدى إلى استقلالها وبناء قناة بنما في نهاية المطاف.